# Palamu
Palamu ist ein Distrikt im indischen Bundesstaat Jharkhand. 
Die Fläche beträgt 4393 km². Sitz der Verwaltung ist die Stadt Medininagar (früher Daltonganj). 

## Bevölkerung

### Übersicht
Die Einwohnerzahl lag bei 1.939.869 (2011). Die Bevölkerungswachstumsrate im Zeitraum von 2001 bis 2011 betrug 26,17 % und lag damit sehr hoch. Palamu hat ein Geschlechterverhältnis von 928 Frauen pro 1000 Männer und damit einen für Indien häufigen Männerüberschuss. Der Distrikt hatte 2011 eine Alphabetisierungsrate von 63,63 %, eine Steigerung um knapp 2 Prozentpunkte gegenüber dem Jahr 2001. Die Alphabetisierung liegt damit unter dem nationalen Durchschnitt. Knapp 86,8 % der Bevölkerung sind Hindus, ca. 12,3 % sind Muslime, ca. 0,3 % sind Christen und ca. 0,6 % gaben keine Religionszugehörigkeit an oder praktizierten andere Religionen. 17 % der Bevölkerung sind Kinder unter 6 Jahre.

### Bevölkerungsentwicklung
In den ersten Jahrzehnten des 20. Jahrhunderts wuchs die Bevölkerung im Gegensatz zu anderen Gebieten bereits stark an. Trotz Seuchen, Krankheiten und Hungersnöten. Seit der Unabhängigkeit Indiens hat sich die Bevölkerungszunahme beschleunigt. Während die Bevölkerung in der ersten Hälfte des 20. Jahrhunderts um rund 59 % zunahm, betrug das Wachstum zwischen 1961 und 2011 229 %. Die Bevölkerungszunahme zwischen 2001 und 2011 lag bei 26,17 % oder rund 402.000 Menschen. Die Entwicklung verdeutlichen folgende Tabellen:
| Jahr      | 1901    | 1911    | 1921    | 1931    | 1941    | 1951    | 1961    | 1971    | 1981    | 1991      |
| Einwohner | 308.256 | 341.869 | 364.579 | 407.004 | 453.731 | 490.037 | 589.337 | 738.316 | 950.839 | 1.192.801 |

### Bedeutende Orte
Im Distrikt gibt es laut Volkszählung 2011 neun Orte, die als Städte (towns und census towns) gelten. Dennoch ist die Verstädterung, da es sich meist um kleinere Orte handelt, gering. Denn nur 226.003 der 1.939.869 Einwohner oder 11,65 % leben in städtischen Gebieten. Diese neun Orte sind:

### Volksgruppen
In Indien teilt man die Bevölkerung in die drei Kategorien general population, scheduled castes und scheduled tribes ein. Die scheduled castes (anerkannte Kasten) mit (2011) 536.382 Menschen (27,65 Prozent der Distriktsbevölkerung) werden heutzutage Dalit genannt (früher auch abschätzig Unberührbare betitelt). Die scheduled tribes sind die anerkannten Stammesgemeinschaften mit (2011) 181.208 Menschen (9,34 Prozent der Distriktsbevölkerung), die sich selber als Adivasi bezeichnen. Zu ihnen gehören in Jharkhand 32 Volksgruppen. Palamu gehört zu denjenigen Bezirken, in denen es viele Angehörige der scheduled tribes gibt. Mehr als 5000 Angehörige zählen die Chero (62.346 Menschen oder 3,21 % der Distriktsbevölkerung), Kharwar (47.483 Menschen oder 2,45 % der Distriktsbevölkerung), Oraon (44.720 Menschen oder 2,31 % der Distriktsbevölkerung) und Parhaiya (10.330 Menschen oder 0,53 % der Distriktsbevölkerung).

### Bevölkerung des Distrikts nach Bekenntnissen
Eine klare Bevölkerungsmehrheit im Distrikt sind die Hindus. Einzige bedeutende Minderheit sind die Muslime.
Die Hindus sind in allen zwanzig Blocks die Bevölkerungsmehrheit. Sie erreichen Anteile zwischen 80,15 % im Block Chainpur und 98,43 % im Block Pipra. Die Muslime erreichen in keinem Block die Marke von 20 % der Einwohnerschaft. In 14 der 20 Blocks sind allerdings zwischen 10,71 % und 19,56 % (Haidernagar) der Bewohner Muslime. Die genaue religiöse Zusammensetzung der Bevölkerung zeigt folgende Tabelle:
| Jahr                                   | Buddhisten | Buddhisten | Christen | Christen | Hindus    | Hindus | Jainas | Jainas | Muslime | Muslime | Sikhs | Sikhs | Andere Religionen | Andere Religionen | keine Angaben | keine Angaben | Total     | Total    |
| Jahr                                   | Zahl       | %          | Zahl     | %        | Zahl      | %      | Zahl   | %      | Zahl    | %       | Zahl  | %     | Zahl              | %                 | Zahl          | %             | Zahl      | %        |
| -------------------------------------- | ---------- | ---------- | -------- | -------- | --------- | ------ | ------ | ------ | ------- | ------- | ----- | ----- | ----------------- | ----------------- | ------------- | ------------- | --------- | -------- |
| 2011                                   | 188        | 0,01       | 6164     | 0,32     | 1.683.169 | 86,77  | 284    | 0,01   | 238.295 | 12,28   | 734   | 0,04  | 5681              | 0,29              | 5354          | 0,28          | 1.939.869 | 100,00 % |
| Quelle: Ergebnis der Volkszählung 2011 |            |            |          |          |           |        |        |        |         |         |       |       |                   |                   |               |               |           |          |